# 厄莫 (南卡罗来纳州)
厄莫（英文：Irmo），是美国南卡罗来纳州下属的一座城市。城市类型是“Town”。其面积大约为6.26平方英里（16.22平方公里）。根据2010年美国人口普查，该市有人口11,097人，人口密度约为每平方 英里1,772.40人（约合每平方公里684.35人）。